# Габовда Терезія Іванівна
Терезія Іванівна Габовда (?, тепер Закарпатська область — ?) — українська радянська діячка, ланкова колгоспу «Закарпатська правда» Мукачівського району Закарпатської області. Депутат Верховної Ради СРСР 4-го скликання.

## Життєпис
Народилася в селянській родині.
З кінця 1940-х років — ланкова колгоспу «Закарпатська правда» Мукачівського району Закарпатської області.
На 1954 рік — слухачка Мукачівської 3-річної сільськогосподарської школи із підготовки голів колгоспів Закарпатської області.

## Нагороди
- орден Трудового Червоного Прапора (26.02.1958)
- ордени
- медалі